# Rutgers Scarlet Knights

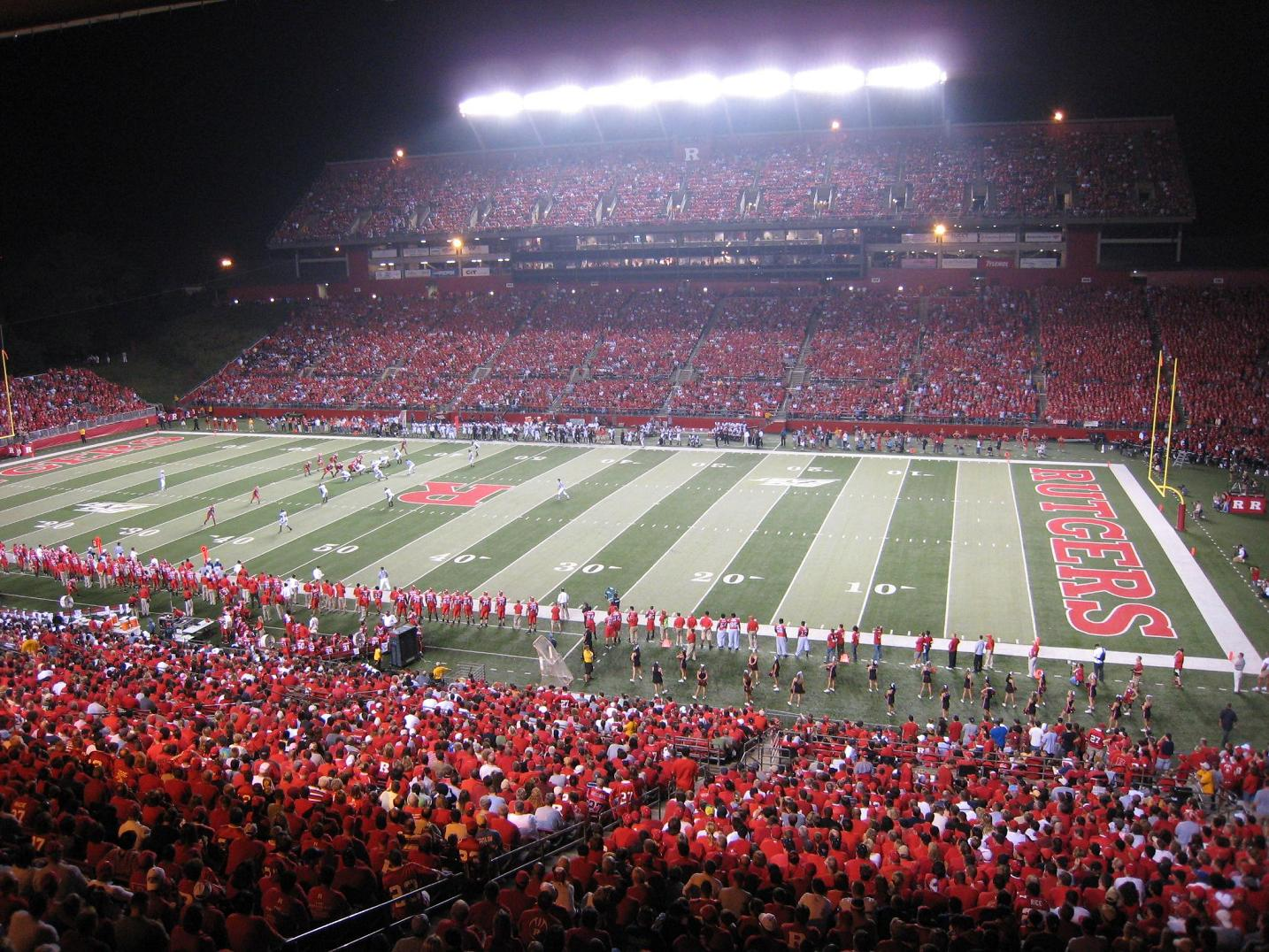
El SHI Stadium, abarrotado.

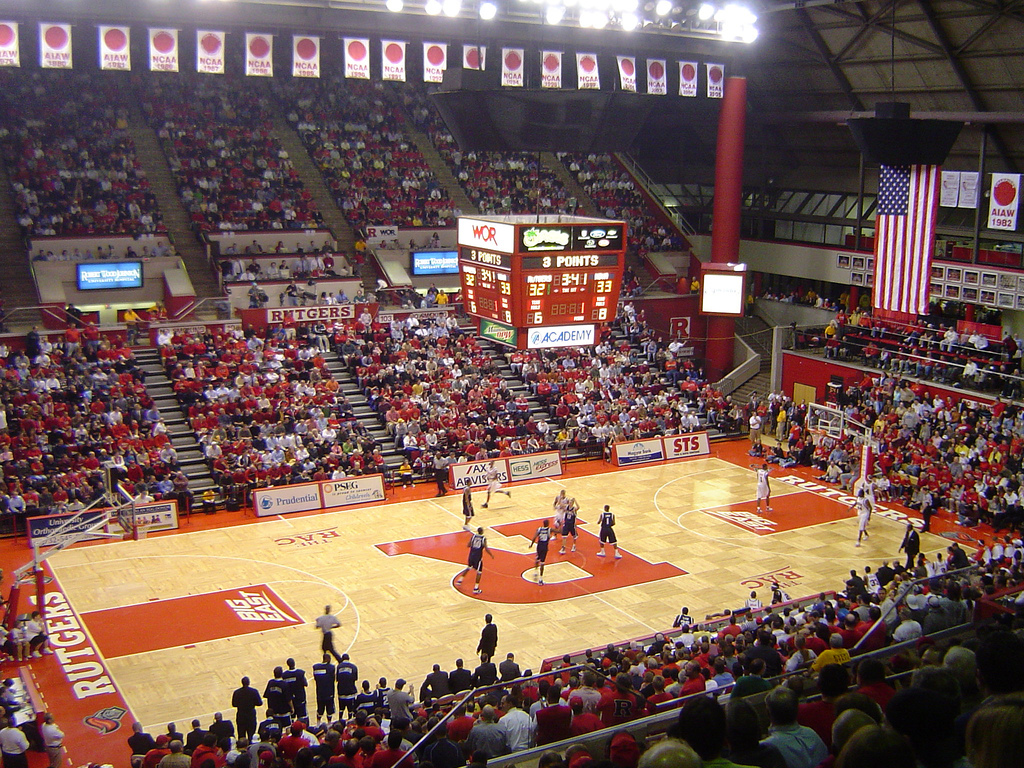
Jersey Mike's Arena.

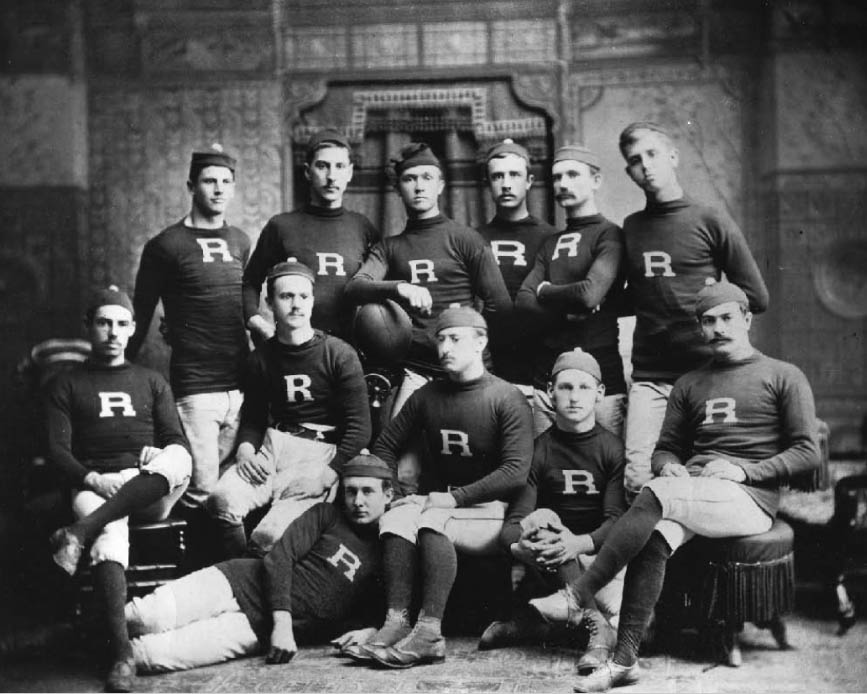
Equipo de Rutgers en 1882.

Rutgers Scarlet Knights (español: Caballeros Escarlata de Rutgers) es el equipo deportivo de la Universidad Rutgers, situada en Nueva Jersey. Los equipos de los Scarlet Knights participan en las competiciones universitarias organizadas por la NCAA, y forman parte de la Big Ten Conference.

## Deportes

### Fútbol americano
Rutgers presume de ser el lugar de nacimiento del fútbol americano universitario, ya que allí se disputó el primer partido entre universidades de la historia, jugando contra el College of New Jersey (hoy en día Universidad de Princeton) el 6 de noviembre de 1869. A pesar de su larga historia, hoy en día está considerado uno de los peores equipos de la NCAA, sobre todo en las tres últimas décadas. En 138 años, solo han jugado 3 partidos bowl de segunda fila, ganando uno y perdiendo los otros dos.

### Baloncesto
El mayor logro de la sección de baloncesto fue el llegar a la Final Four de la NCAA en 1976, acabando en cuarta posición, tras perder en semifinales contra la Universidad de Míchigan y contra UCLA en el partido por el tercer puesto.
Un total de 9 jugadores han jugado en la NBA tras pasar por Rutgers, destacando Roy Hinson y Quincy Douby.